# Limnonectes utara
Limnonectes utara es una especie de anfibio anuro de la familia Dicroglossidae.

## Distribución geográfica
Esta especie es endémica de Malasia peninsular. Se encuentra entre los 168 y 1372 m sobre el nivel del mar en los estados de Perak y Terengganu.

## Publicación original
- Matsui, Belabut & Ahmad, 2014: Two new species of fanged frogs from Peninsular Malaysia (Anura: Dicroglossidae) Zootaxa, n.º 3881, p. 75–93.[3]